# Stygoparnus comalensis
Stygoparnus comalensis es la única especie de escarabajo del género Stygoparnus, familia Dryopidae. Fue descrito por Barr & Spangler en 1992.
Se distribuye por los Estados Unidos. El escarabajo vive en un manantial alimentado por el Acuífero Edwards. El Acuífero Edwards ha sido aprovechado durante mucho tiempo por su agua, que se utiliza para muchos propósitos, como el riego. La principal amenaza para la especie y otros animales endémicos locales raros como Stygobromus pecki, es la pérdida de la fuente de agua que alimenta los manantiales.